# 高长命
高长命（？—？），渤海郡条县（今河北省衡水市景县）人，北魏、东魏官员。

## 生平
高长命是博陵郡太守高永乐的庶子，虚龄二十多岁时才被收养。高长命凶残暴戾喜好杀入，然而也是战斗果敢。永安三年（530年）九月，尔朱世隆进逼洛阳宫殿，魏孝庄帝亲临城北大夏门指挥调度。高长命随着堂叔高昂等人率军而进，所向披靡，魏孝庄帝和观看的人没有不赞叹的，以军功屡次升任左光禄大夫。高欢任命高长命出任雍州刺史，封沮阳乡男，食邑一百户。高长命很快进封鄢陵县伯，增加食邑二百户，武定年间，高长命随仪同刘丰讨伐侯景，被侯景所杀，朝廷赠予冀州刺史。

## 墓地
1973年4月，河北省博物馆、文管处对景县高氏墓群进行了调查，选择三座进行发掘，高长命的墓地编号景高M1，该墓破坏严重，棺木劈成碎块，尸骨全无，墓志砸成稀烂，仅存“大魏故”两个半字。前后室间的甬道和过门，墓门甬道和里外层封门砖均被拆除或捣毁，室内壁画全被铲掉，地面上还有一层零散的着色白灰片。河北省文管处认为这座墓可能在死者入葬后不久即被捣毁。因为此墓位于高长命之子高六奇墓以南，与更南的一座墓等距排列，从墓的位置和残存器物看，河北省文管处认为该墓属于高长命。

## 家庭

### 五世祖
- 高庆，后燕司空公[5]

### 父亲
- 高永乐，东魏卫将军、右光祿大夫、冀州大中正、博陵郡太守

### 子女
- 高六奇，隋朝龙门县县令[5]